# Thorgal
Thorgal er en kritikerrost belgisk tegneserie skabt af den belgiske forfatter Jean Van Hamme og den polske tegner Grzegorz Rosiński. Den udkom første gang i 1977 som små striber i Tintin-magasinet. Oversættelser findes på dansk, engelsk, hollandsk, tysk, italiensk, polsk, tjekkisk, finsk, svensk, norsk, tyrkisk, græsk og andre sprog. I 2002 blev en ny Thorgal-historie lavet til et videospil kaldet Thorgal: Curse of Atlantis, udgivet til Microsoft Windows af Cryo Interactive Entertainment.
Serien forener mange temaer og legender, lige fra nordisk mytologi og atlantisk fantasi til science fiction, og den inkluderer genrer såsom drama, gyser og eventyr.
Thorgal er blevet rost af anmeldere, og det er en af de mest populære fransksprogede tegneserier med mere end 11 millioner trykte eksemplerer. I 2006 var album 29, Le Sacrifice (Thjazis tårer), den femtebedstsælgende nye tegneserie på fransk med 280.000 albummer udgivet.
Det er blevet kaldt den mest populære serie udgivet af Le Lombard.

## Eksterne links
- minetegneserier.no